# Miguel Sánchez de Alcázar
Miguel Sánchez de Alcázar Ocaña (Jaén, 13 de enero de 1956) es un político español, miembro del PP. Fue senador por la provincia de Jaén, alcalde de Jaén entre los años 1999 y 2007 y diputado en el congreso por Jaén entre 2011 y 2015.

## Biografía
Pertenece a una familia muy ligada a la política, siendo hijo de Miguel Sánchez de Alcázar Sarrión, que ocupó el cargo de regidor del municipio de Higuera de Calatrava, en la provincia de Jaén, desde 1965 hasta 1973.
Estudió en el colegio de los Hermanos Maristas de Jaén y es licenciado en Derecho por la Facultad de Derecho de Granada. Su formación académica se orientó hacia el campo del Derecho, y a los 23 años obtuvo el título de abogado, profesión que ejerció durante una temporada. 

### Historial político
Inició su actividad política en el ámbito municipal, donde se encontraba empadronado con sus padres, concurriendo a las elecciones municipales de 1982 en Higuera de Calatrava, como número uno de la lista de Alianza Popular, y obteniendo un puesto de concejal. Fue concejal de esta localidad hasta que la dirección provincial del partido estimó más conveniente que se concentrase en la labor de diputado del Parlamento de Andalucía. Participaría activamente con Alianza Popular en las campañas electorales de las elecciones generales de 1982, en las elecciones municipales de 1983 y en las elecciones autonómicas catalanas de 1984. En 1983, gracias a sus conocimientos de administración local, ingresó en la asesoría jurídica de Alianza Popular en Jaén.
Ese mismo año entró en el Comité Ejecutivo Provincial de su partido político, como Secretario Adjunto. Su ascenso fue veloz y dos años después, en el Congreso de Torremolinos, entró en la Ejecutiva Regional en el área de Desempleo, Subsidio de Desempleo y PER en Andalucía. Ese mismo año consiguió llegar a la Secretaria Provincial del partido y en 1986 se presentó en la lista al Parlamento de Andalucía consiguiendo su escaño por la provincia de Jaén. Sería número uno en las listas en las elecciones de 1990 y 1994. En 1993 fue elegido presidente del Partido Popular de Jaén, repitiendo en 1996 como número uno de la lista del PP de Jaén al Parlamento de Andalucía, y siendo designado como Presidente del Área electoral del PP de Andalucía poco después.
En 1999, tras la negativa de Alfonso Sánchez Herrera a repetir en la lista del PP como candidato a alcalde de la ciudad de Jaén, se presentó y revalidó la mayoría absoluta del PP, repitiéndola de nuevo en los comicios del año 2003.
En marzo de 2007 dimitió como diputado del PP en el Parlamento andaluz tras 21 años para dedicarse a la política municipal de la ciudad de Jaén. Repitió como número uno en la lista a la alcaldía del PP en Jaén, acompañado como número dos por el antiguo alcalde Alfonso Sánchez Herrera, formación que no consiguió la mayoría absoluta, lo que abrió la posibilidad al PSOE y a IU de firmar un pacto para gobernar la ciudad. Desde el día 16 de junio de 2007, en la oposición, trabajó como portavoz del PP en el Ayuntamiento de Jaén. En las elecciones del 9 de marzo de 2008 fue elegido senador por la provincia de Jaén, y compaginando ambos cargos hasta el 7 de enero de 2009, día en que presentó su dimisión como portavoz municipal además de anunciar que no volvería a ser candidato a la alcaldía jiennense. Fue diputado por Jaén.

## Cargos desempeñados
| Predecesor: Gabino Puche            | Presidente del Partido Popular de Jaén 1993-2000 | Sucesor: José Enrique Fernández de Moya |
| Predecesor: Alfonso Sánchez Herrera | Alcalde de Jaén 1999-2007                        | Sucesor: Carmen Peñalver                |